# American Flyers
American Flyers är en amerikansk långfilm från 1985 i regi av John Badham, med Kevin Costner, David Marshall Grant, Rae Dawn Chong och Alexandra Paul i rollerna.

## Handling
Sportläkaren Marcus Sommers (Kevin Costner) övertalar sin yngre bror David (David Marshall Grant) att träna med honom inför ett cykellopp genom Klippiga bergen. De båda männen tränar och tävlar; Marcus försöker dölja de symptom han har för en närstående hjärnblödning, men mitt under loppet drabbas han och tvingas avbryta. David måste nu bestämma sig om han ska stanna och se efter sin bror, eller om han ska försöka vinna loppet, mot alla odds.

## Rollista
| Kevin Costner        | – Marcus Sommers |
| David Marshall Grant | – David          |
| Rae Dawn Chong       | – Sarah          |
| Alexandra Paul       | – Becky          |
| Janice Rule          | – Mrs. Sommers   |
| Jennifer Grey        | – Leslie         |
| Robert Townsend      | – Jerome         |
| John Amos            | – Dr. Conrad     |